# Моја борба (трећи том)
Моја борба (трећи том) (норв. Min Kamp. 3) је трећа од шест књига аутобиографског дела норвешког књижевника Карла Увеа Кнаусгора (норв. Karl Ove Knausgǎrd) (1968) објављена у октобру 2009. године.
Српско издање књиге Моја борба (трећи том) објавила је издавачка кућа "Booka" из Београда 2016. године у преводу Радоша Косовића.

## О аутору
Карл Уве Кнаусгор је рођен 1968. у Ослу. Одрастао је на Трумеји и у Кристијансанду. Похађао је Академију за уметничко писање и студирао историју уметности и књижевност. Радио је као уредник књижевног часописа. Године 1998. дебитовао је романом Ван света (Ute av verden) са којим је постигао велики успех и постао први дебитант који је добио престижну награду норвешке критике „Kritikerprisen“.

## О серијалу
Шестотомни аутобиографски роман Моја борба је излазио у периоду од 2009. до 2011. године. Серијал је постигао велики успех у Скандинавији и у свету али је исто тако изазвао и многе дилеме због отворености. Писао је отворено о стварним личностима и догађајима.
У шест томова серијала Моја борба, на више од 3.500 страница, аутор испитује живот, смрт, љубав и књижевност:
- Моја борба (први том)
- Моја борба (други том)
- Моја борба (трећи том)
- Моја борба (четврти том)
- Моја борба (пети том)
- Моја борба (шести том)

## О књизи
У књизи Моја борба (трећи том) Кнаусгор пише о свом детињсрву, о спознаји самог себе. Аутор нас враћа у ране седамдесете године прошлог века. Приповеда о четворочланој породици коју чине мајка, отац и два сина. Селе се на јужну обалу Норвешке, у нову кућу. Породица материјално добро стоји и чини се да све иде на боље.

## Издања
Роман Моја борба (трећи том) на српском језику је до сада имао три издања од првог објављивања (2016; 2019 и 2020).